# Język tonsea
Język tonsea (a. tonsea’) – język austronezyjski używany w prowincji Celebes Północny w Indonezji, na północ od języka tondano. Należy do grupy języków filipińskich. Najbardziej wysunięty na północ spośród języków minahaskich.
Według danych z 1989 roku posługuje się nim 90 tys. osób. Dzieli się na dwa główne dialekty: kelawat (zachodni) i minawerot (z niewielkimi różnicami lokalnymi). Rodzima forma nazwy języka to tounseaʔ.
Jest wypierany przez malajski miasta Manado. Wyraźnie zagrożony wymarciem. Według doniesień z lat 90. XX w. i pocz. XXI w. jego użycie ogranicza się do starszego pokolenia (i nie wykracza poza kontakty nieformalne i tradycyjne uroczystości). Dodatkowo w obrębie terytorium Tonsea (w rejonie nadbrzeżnym) są obecne duże skupiska ludu Sangir.
Pomimo obserwowanego procesu przesunięcia językowego społeczność deklaruje pozytywny stosunek do swojej tożsamości.
Powstały pewne prace poświęcone aspektom jego gramatyki (składni i morfologii). Istnieją także słowniki (Tonsea-Nederlandsch woordenboek met Tonsea register oraz dwutomowy Kamus bahasa Indonesia – bahasa Tonsea). Jest zapisywany alfabetem łacińskim.